# Zvezdan Terzić
Zvezdan Terzić (serbisch-kyrillisch Звездан Терзић; * 21. Mai 1966 in Titov Vrbas, heute Vrbas, SFR Jugoslawien) ist ein ehemaliger jugoslawischer Fußballspieler, der hauptsächlich für den OFK Belgrad spielte. Er war zwischen 2005 und 2008 der Präsident des Fußballverbandes von Serbien und Montenegro bzw. seit der Auflösung des Staatenbundes 2006 (FSSCG) des Serbischen Fußballverbandes (FSS). Von diesem Amt trat er unter Druck der serbischen Öffentlichkeit und eines Haftbefehls zurück. Vor 2005 war er Vereinspräsident des OFK Belgrad. 

## Kontroversen
Wegen des Vorwurfes des Amtsmissbrauchs stellte das serbische Innenministerium im März 2008 einen Haftbefehl gegen Terzić aus. Am 12. März trat er aufgrund des wachsenden öffentlichen Drucks offiziell von seinem Amt zurück. Nach Polizeiangaben soll er als Sportfunktionär des Erstligisten OFK Belgrad bei einem Transfer einen illegalen Profit von umgerechnet 500.000 Euro gemacht haben. Terzić war seit 2006 Präsident des Verbandes und soll sich nach Medienberichten jedoch bereits seit Januar im Ausland aufgehalten haben. 2008 soll er in Montenegro verhaftet worden sein, wo er jedoch unter kontroversen Umständen wieder freigelassen wurde. Für seine Freilassung soll sich die montenegrinische Regierung starkgemacht haben. 
Im April forderte Belgrad eine Untersuchung und die Verwahrung von Terzić aufgrund des Verdachtes der Veruntreuung aus dem Transfer von Vanja Grubač zum Hamburger SV. Im Juli wurde ein internationaler Haftbefehl gegen ihn ausgestellt. Der serbischen Polizei lagen im August neue Vorwürfe gegen Terzić vor, da er beim Wechsel von Srđan Stanić vom OFK Belgrad zu Spartak Moskau illegal einen hohen Geldbetrag erworben haben sollte. Im Dezember wurde das Gerichtsverfahren gegen Terzić ausgeweitet, da er verdächtigt wurde, zusammen mit den Funktionären des OFK Belgrad Milovan Ikodinović und Vladimir Bulatović sowie Spielervermittler Dražen Podunavac bei den Transfers von Branislav Ivanović zu Lokomotiv Moskau sowie von Stevan Stošić zum FC Málaga, weitere Summen veruntreut zu haben. Nach fast drei Jahren auf der Flucht stellte sich Terzić 2010 in Begleitung seines Anwalts der serbischen Polizei. Während seiner Flucht soll er sich in Montenegro und den USA aufgehalten haben. Ihm drohten insgesamt 12 Jahre Haft. Nach eigenen Angaben stellte er sich, weil er seine Unschuld beweisen wollte. Er warf unter anderem der alten Regierung vor, dass sie ihn durch die Vorwürfe entmachten wollte. Nach sieben Monaten Haft wurde er auf Kaution in Höhe von einer Million Euro freigelassen. Das Gericht verhängte weder Hausarrest, noch wurde sein Reisepass eingezogen; eine Entscheidung, die in der Öffentlichkeit auf Unverständnis stieß. 
Da keiner der vorgeladenen Zeugen, darunter die in die Transfers verwickelten Spieler (u. a. Marko Baša), vor Gericht erschienen war, um auszusagen, wurde das Verfahren aus Mangel an Beweisen ausgesetzt. Obwohl Terzić sich in einem laufenden Gerichtsverfahren befand, wurde er 2012 zum Vereinspräsidenten des OFK Belgrad ernannt, was zu öffentlicher Kritik führte. Anfang 2013 wurde er schließlich einstimmig zum Präsidenten der Vereinigung Serbischer Erstligisten gewählt und gehörte nach Medienberichten somit automatisch auch zur Führung des Serbischen-Fußballverbandes unter Präsident Tomislav Karadžić, den Terzić zuvor kritisierte. Beide stehen seit längerem in einem Konflikt sowie unter starker Kritik der serbischen Öffentlichkeit. Kurz darauf dementierte Terzić, das er zum Führungskreis des FSS gehöre. Die Umstände dieser Wahl führten zu weiterer öffentlicher Kritik und dem Vorwurf des Klientelismus.